# Dolichothrix melanothorax
Dolichothrix melanothorax är en tvåvingeart som beskrevs av Mcfadden 1970. Dolichothrix melanothorax ingår i släktet Dolichothrix och familjen vapenflugor. Inga underarter finns listade i Catalogue of Life.